# Agelenopsis naevia
Agelenopsis naevia là một loài nhện trong họ Agelenidae.
Loài này thuộc chi Agelenopsis. Agelenopsis naevia được Charles Athanase Walckenaer miêu tả năm 1842.

## Hình ảnh

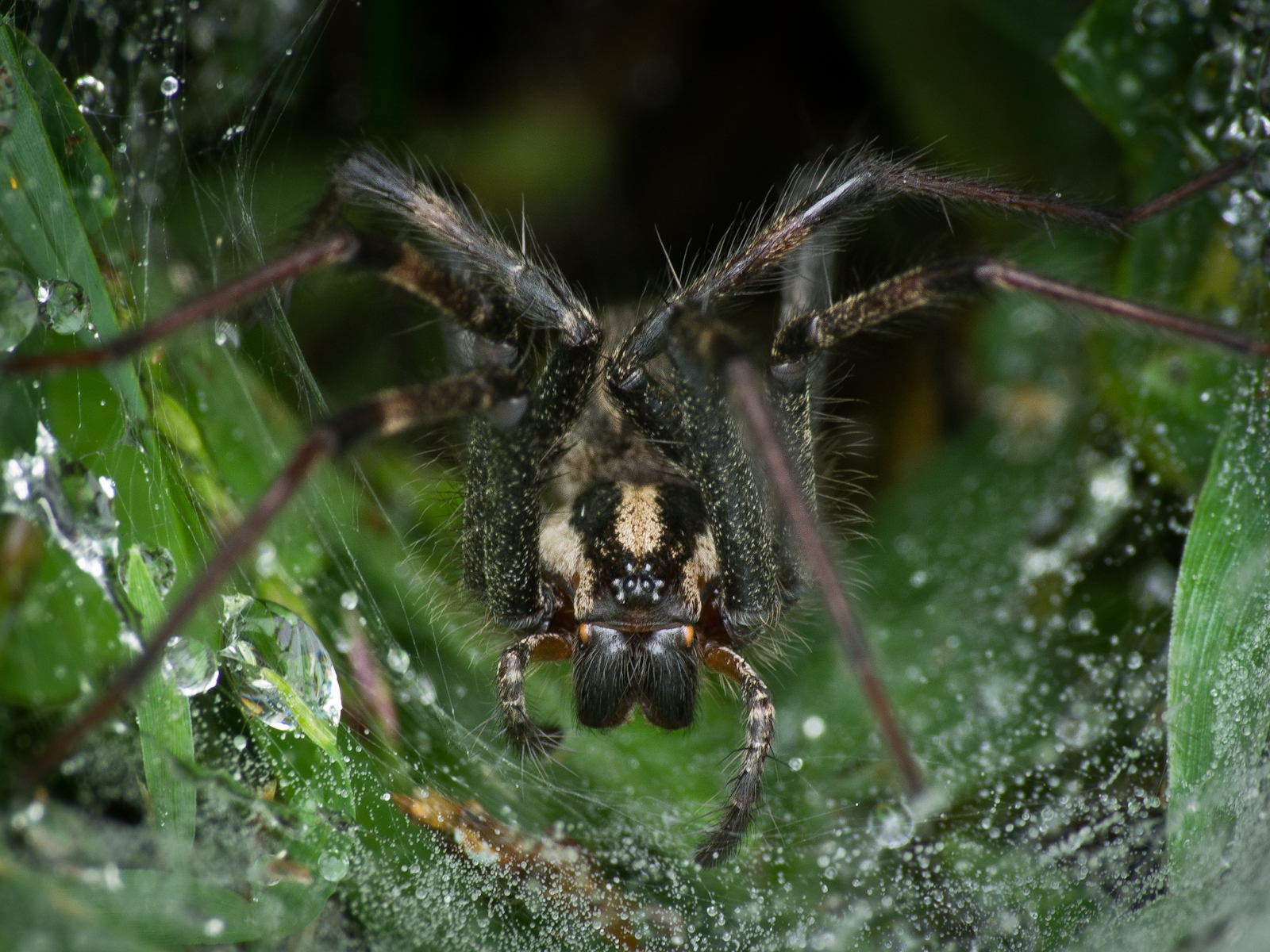